# オイェム
オイェム (Oyem) は、ガボン共和国北部の都市。ウォレウ・ンテム州の州都。人口約6万人（2013年国勢調査）。ンテム川に面し、国道2号線が通っている。空港、病院、市場などがある。

## 交通

### 空港
- オイェム空港（英語版）

## 出身者
- ゲロール・カンガ：サッカー選手